# マリヤ・ナガヤ
マリヤ・フョードロヴナ・ナガヤ（ロシア語: Мари́я Фёдоровна Нага́я, ? - 1608年）は、モスクワ・ロシアのツァーリ・イヴァン4世の7番目の皇妃（ツァリーツァ）。ただし教会法では正当な結婚と認められていない。

## 生涯
1581年にイヴァン4世と結婚し、翌年にツァーリの末息子ドミトリーを産む。

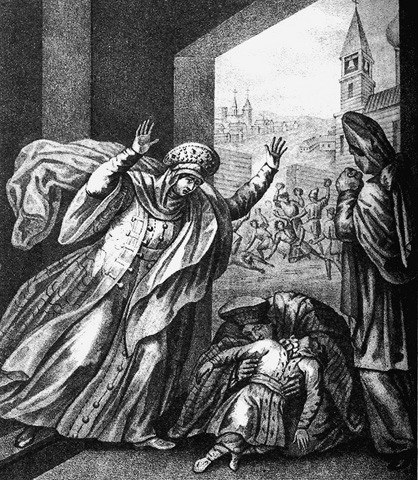
ドミトリーの亡骸に駆け寄るマリヤ・ナガヤ

1584年にイヴァン4世が崩御すると、マリヤとその兄弟はボリス・ゴドゥノフによってウグリチに追放され、ドミトリー皇子が1591年に謎の死を遂げるまでウグリチに留まった。
息子の死後、マリヤとその親族は「過失犯」と告訴され、その結果マリヤの兄弟は投獄され、マリヤ自身は尼僧とされて修道院に送られた。
1605年に偽ドミトリー1世がモスクワで帝位に就くと、これを我が子と「承認」してモスクワに戻らざるを得なくなる。一族はみな釈放され、没収された地位と財産も回復されている。
偽ドミトリー1世が1606年に死ぬと一転彼をドミトリー皇子ではなかったとしたが、死の直前に偽ドミトリー2世が出現すると彼こそが本物のドミトリー皇子と認めている。